# Хачела
Хачела — деревня в Онежском районе Архангельской области России. Входит в состав Чекуевского сельского поселения.

## География
Деревня находится на правом берегу реки Онега, на расстоянии 106 км (по прямой) к юго-востоку от города Онега, административного центра района.

### Климат
Климат характеризуется среднегодовой температурой воздуха +0,8 °С и холодной продолжительной зимой, которая длится около 165-170 дней. Устойчивый снежный покров устанавливается в первой декаде ноября. Снег сходит в среднем в конце апреля-начале мая. Таяние, как правило, дружное, часто при ярком солнце и ветре. Лето короткое, прохладное, дождливое. Территория района находится в зоне избыточного увлажнения. Среднегодовое количество осадков составляет около 600 мм, при этом основное количество осадков приходится на теплый период года.

### Часовой пояс
Деревня Хачела, как и вся Архангельская область, находится в часовой зоне МСК (московское время). Смещение применяемого времени относительно UTC составляет +3:00.

## Население
| 2002 | 2010 | 2012 |
| ---- | ---- | ---- |
| 129  | ↘87  | ↗111 |

### Национальный состав
Согласно результатам переписи 2002 года, в национальной структуре населения русские составляли 95 %.

## Улицы
- ул. Лесная,
- ул. Набережная,
- ул. Октябрьская,
- ул. Садовая,
- ул. Советская.

## Инфраструктура
В деревне действует почтовое отделение.

## Известные уроженцы
- Ермолин, Евгений Анатольевич (род. 1959) — советский и российский журналист, литературный критик.